# Johann Friedrich Mayer (Agrarwissenschaftler)

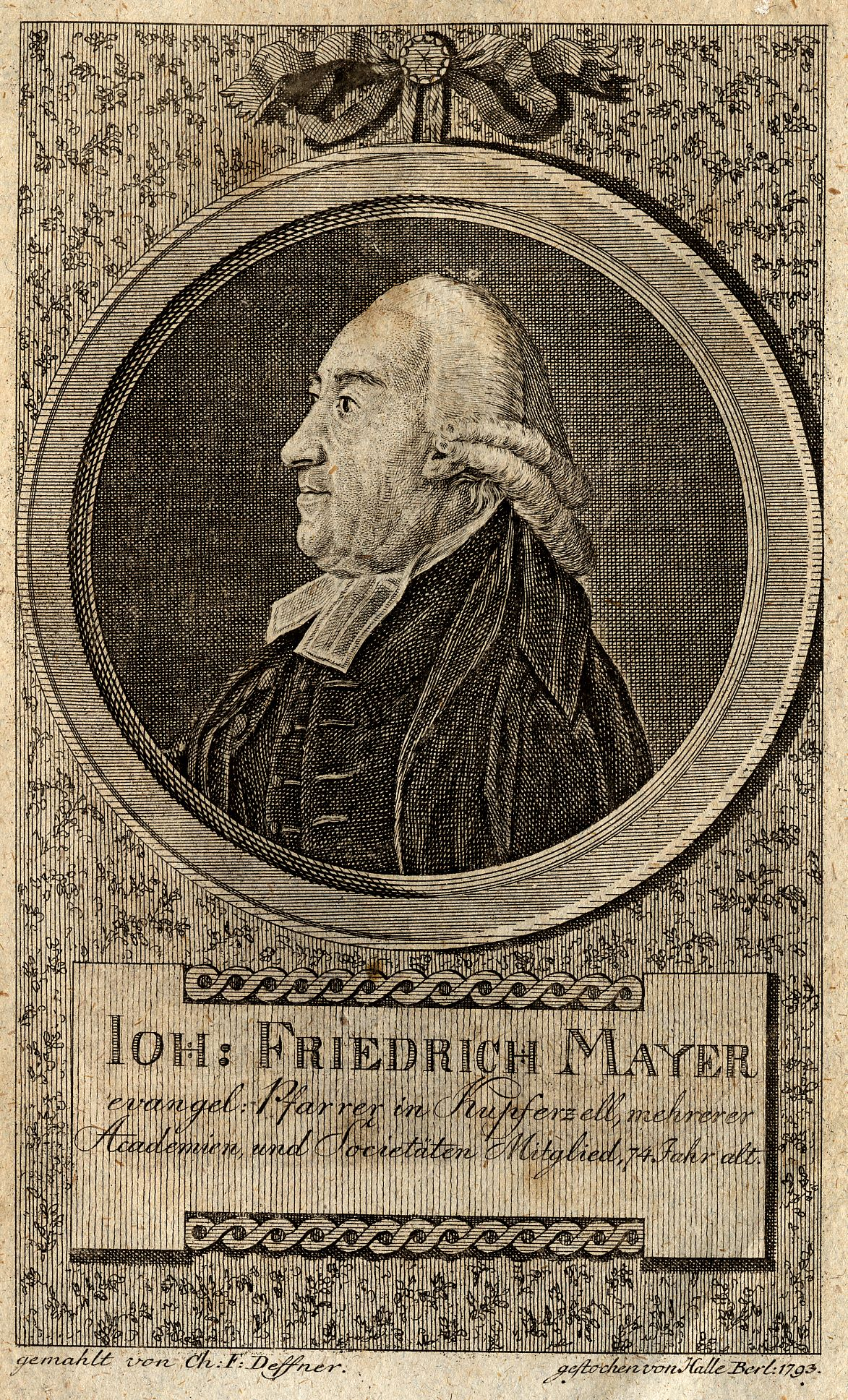
Johann Friedrich Mayer im Alter von 74 Jahren

Johann Friedrich Georg Hartmann Mayer (* 21. September 1719 in Herbsthausen; † 17. März 1798 in Kupferzell) war ein  deutscher Pfarrer und reformierte als „Gipsapostel“ die Landwirtschaft in Hohenlohe.

## Leben und Wirken
Johann Friedrich Mayer wurde als Sohn eines Gastwirtes und Schultheißen in Herbsthausen geboren. Nach seiner theologischen Ausbildung hatte er von 1741 bis 1745 eine Pfarrstelle in Riedbach inne. Von 1745 bis zu seinem Tod 1798 war er evangelischer Pfarrer in Kupferzell.
Im Garten seines Pfarrhauses stellte Pfarrer Mayer über viele Jahre landwirtschaftliche Versuche an und beobachtete daneben die bäuerliche Arbeit auf den Höfen. In zahlreichen Schriften erklärte Mayer den Bauern natürliche Zusammenhänge in Feldbau und Viehhaltung. Neben der Verbreitung seiner Erkenntnisse durch Zeitschriften und Bücher beriet Mayer Fürsten und Bauern. Er machte die Hohenloher Bauern unter anderem mit dem Anbau der ihnen damals noch unbekannten Kartoffel vertraut. Anfangs empfahl er die Kartoffel nur zur Viehfütterung, später dann vor allem zum menschlichen Verzehr.
Zur besseren Nutzung der Äcker schlug Mayer den Bauern vor, ihre Brachflächen mit Klee zu bepflanzen. Dadurch gewannen sie zusätzliches Viehfutter für die von Mayer empfohlene Stallhaltung des Viehs. Erwünschter Nebeneffekt der Stallhaltung war der verstärkte Anfall von Mist, der als Dünger auf den Äckern dienen konnte. Auch dank Mayers Vorschlägen nahm die Viehzucht in Hohenlohe zu und wurde für die Bauern lohnend. Das Schlachtvieh wurde unter dem Namen bœuf de Hohenlohe bis nach Frankreich verkauft, vor allem nach Paris. Die verbesserte Dreifelderwirtschaft, die heute noch Grundlage für die landwirtschaftliche Bearbeitung ist, geht ebenfalls auf Pfarrer Mayer zurück. Er empfahl den Bauern, ihre Felder mit Gips (wegen dessen Kalkreichtum), Kompost, Stallmist, Gülle und Straßenschmutz zu düngen und so den teilweisen Nährstoffmangel der Böden zu beheben. Der Erfolg war erstaunlich, und Mayer wurde unter dem Namen Gipsapostel weit bekannt.
Auch die Einführung der Futterrübe und der Mostobstanbau in der Region gehen auf Pfarrer Mayer zurück.
Zu den bedeutendsten Schriften Mayers gehörte das Lehrbuch für die Land- und Haußwirthe (1773). Darin beschrieb er ein in der Region verbreitetes zweistöckiges Wohnstallhaus; die Wärme des Stalls im Erdgeschoss heizte die darüberliegenden Wohnräume mit. Dieser Bautyp wurde im 20. Jahrhundert als Pfarrer-Mayer-Haus bekannt, obwohl Mayer keineswegs dessen Erfinder war.
Durch seine fortschrittlichen Bewirtschaftungsmethoden gehört Johann Friedrich Mayer zu den einflussreichsten Agrarreformern des ausgehenden 18. Jahrhunderts.
Mayer gilt auch als bedeutendster Volksaufklärer während der 1760er und 1770er Jahre. Um die soziale Situation der Landbevölkerung zu verbessern, klärt Mayer seine Leser eben nicht nur über zu verändernde landwirtschaftliche Methoden auf, sondern setzt sich energisch und freimütig für eine Änderung der Agrarverfassung ein, fordert die Aufhebung der Frondienste und eifert gegen die Jagd- und Triftgerechtigkeiten der Grundherrn. Die Spannbreite der von ihm behandelten Themen ist groß. Neben den vielfältigen Fragen  und Problemen, die sich unter die rein agrartechnischen Themenbereiche Anbau, Düngung, Ernte, Viehhaltung etc. einreihen lassen, geht es in seinen Schriften auch immer wieder um sozialethische und diakonische Fragen seiner Landgemeinde. Er ist einer der wenigen, die Missstände mit Unbefangenheit und Freimütigkeit nicht nur dort kritisieren, wo sie gebildete Leser der Zeit erwarten dürfen, sondern sie – etwa bei den Frondiensten – auch in Schriften für das Volk geißeln. Typischer für andere ist, dass gesellschaftliche Missstände, statt sie offen zu benennen, dadurch kritisiert werden, dass ihnen die Beschreibung  besserer Zustände, pflichtbewusster Obrigkeiten und menschenfreundlicher Gutsbesitzer entgegengestellt wird.

## Werke (Auswahl)
- Beyträge und Abhandlungen zur Aufnahme der Land- und Hauswirthschaft. 11 Bände und 3 Zusatzbände, 1769–1786[3]
  - Johann Friedrich Mayer. Maximen in dem Lebenslaufe eines Bauern. Neudruck der Zeitschriftenfassung in: Beyträge und Abhandlungen. Frankfurt/M. 1776, Volksaufklärung. Band 7, Frommann-Holzboog Verlag, Stuttgart 1998, Nachwort von Holger Böning, Verlagsanzeige

- Lehre vom Gyps als vorzueglich guten Dung zu allen Erd-Gewaechsen auf Aeckern und Wiesen, Hopfen- und Weinbergen. Anspach 1768; 2. Aufl. 1769.
- Lehrbuch für die Land- und Haußwirthe in der pragmatischen Geschichte der gesamten Land- und Haußwirthschafft des Hohenlohe Schillingsfürstischen Amtes Kupferzell. Nürnberg 1773. Nachdruck mit einem Beitrag von K. Schumm. Schwäbisch Hall 1980.
- Kupferzell durch die Landwirthschaft im besten Wohlstand. Leipzig 1793.